# La valla
La valla és una sèrie distòpica espanyola produïda per Atresmedia en col·laboració amb Good Mood Productions per Antena 3. És protagonitzada per Olivia Molina, Unax Ugalde, Ángela Molina, Abel Folk i Eleonora Wexler. Va ser preestrenada a Atresplayer Premium el 19 de gener e 2020 i es va estrenar en obert a Antena 3 el 10 de setembre de 2020. A més un dia després de la seva emissió en obert Netflix estrena el capítol.

## Sinopsi
Espanya, 2045. La cada vegada major escassetat de recursos naturals ha convertit a les democràcies occidentals en règims dictatorials que justifiquen la falta de llibertats amb la promesa d'assegurar la supervivència dels ciutadans. A Espanya, en la mateixa línia, un govern dictatorial ocupa el poder.
Mentre la vida en les àrees rurals es fa impossible, la capital ha quedat dividida en dues regions fèrriament tancades: el Sector 1 (el del govern i els privilegiats) i el Sector 2 (la resta). L'única manera de passar d'una zona a una altra és creuar la tanca que les separa, per al que serà requisit disposar del salconduit reglamentari. Aquest és el punt de partida d'una història que ens portarà a conèixer a Julia (Olivia Molina), Hugo (Unax Ugalde) i Emília (Ángela Molina): una família que lluita per recuperar a la petita Marta (Laura Quirós), en mans del govern. Una història de supervivència, de traïcions, de grans secrets i en la qual un crim perseguirà els seus protagonistes.

## Repartiment

### Principal
- Unax Ugalde – Hugo Mujica
- Olivia Molina – Julia Pérez Noval / Sara Pérez Noval
- Eleonora Wexler – Alma López-Durán
- Abel Folk – Luis Covarrubias

Amb la col·laboració de:
- Ángela Molina – Emilia Noval

### Secundari
- Daniel Ibáñez – Alejandro "Álex" Mujica
- Laura Quirós – Marta Mujica Pérez
- Belén Écija – Daniela Covarrubias López-Durán
- Juan Blanco – Carlos Castillo
- Yaima Ramos – Manuela
- Elena Seijo – Rosa
- Manu Fullola – Coronel Enrique Jiménez
- Ángela Vega – Begoña Sánchez
- Cristina Soria – Enfermera (Episodi 1 - Episodi 4; Episodi 6 - Episodi ¿?)
- Pilar Bergés – Funcionaria registro (Episodi 1; Episodi 3)
- Óscar de la Fuente – Fernando Navarro (Episodi 1 - Episodi 2; Episodi 4 - Episodi 13)
- Berta Castañé – Sol (Episodi 1 - Episodi 2)
- Carmen Esteban – Abuela de Sol † (Episodi 1 - Episodi 2)
- Irene Arcos – Emilia Noval joven (Episodi 1; Episodi 3)
- Luna Fulgencio – Julia Pérez Noval niña (Episodi 1; Episodi 6)
- Pere Molina - Jacobo Martínez de los Ríos "Presidente" (Episodi 1; Episodi 7; Episodi 12 - Episodi 13)
- Iván Chavero – Sergio Covarrubias López-Durán (Episodi 2 - Episodi ¿?)
- Alina Nastase – Chica espía † (Episodi 3)
- Nicolás Illoro – Iván Covarrubias López-Durán (Episodi 3 - Episodi ¿?)
- Antonio Arcos – Ladrón † (Episodi 6)
- Aitor Bertrán – Álvaro Maiztegui † (Episodi 6)
- Marcelo Converti – Alejo López-Dávila (Episodi 6; Episodi 9 - Episodi ¿?)
- María Hervás – Clara (Episodi 7 - Episodi 8)
- Javier Abad – Álvaro Maiztegui (joven) (Episodi 8)
- Jaime Zataraín – Luis Covarrubias (joven) (Episodi 8)

## Temporades i episodis
| Temporada | Temporada | Episodis | Estrena                | Final                 | Audiència mitjana | Audiència mitjana | Audiència mitjana |
| Temporada | Temporada | Episodis | Estrena                | Final                 | Espectadors       | Quota             |                   |
| --------- | --------- | -------- | ---------------------- | --------------------- | ----------------- | ----------------- | ----------------- |
|           | 1         | 13       | 10 de setembre de 2020 | 3 de desembre de 2020 | 1 272 000         | 10,3%             |                   |

## Capítols
| Núm. | Títol                       | Direcció                         | Guió | Data d'emissió original | Data de preestrena a Atresplayer Premium | Audiència a Antena 3 |
| ---- | --------------------------- | -------------------------------- | --- | ----------------------- | ---------------------------------------- | -------------------- |
| 1    | «Otro mundo»                | David Molina Encinas             | Daniel Écija, Inés París, Roberto Martín, Jorge Valdano, Ángela Armero, Tatiana Rodríguez, Arantxa Cuesta i Veronik Silva                           | 10 de setembre de 2020  | 19 de gener de 2020                      | 2 002 000 (15,4%)    |
| 2    | «Mi hermana Sara»           | David Molina Encinas             | Daniel Écija, Inés París, Clara Botas, Roberto Martín, Jorge Valdano, Ángela Armero, David Muñoz, Tatiana Rodríguez, Arantxa Cuesta i Veronik Silva | 17 de setembre de 2020  | 26 de gener de 2020                      | 1 584 000 (12,5%)    |
| 3    | «Los niños perdidos»        | David Molina Encinas             | Daniel Écija, Inés París, Clara Botas, Roberto Martín, Ángela Armero, David Muñoz i Veronik Silva                                                   | 24 de setembre de 2020  | 2 de febrer de 2020                      | 1 356 000 (10,5%)    |
| 4    | «El roce de la piel»        | Oriol Ferrer                     | Daniel Écija, Inés París, Clara Botas, Roberto Martín, Jorge Valdano, Ángela Armero i Veronik Silva                                                 | 1 d'octubre de 2020     | 9 de febrer de 2020                      | 1 274 000 (9,9%)     |
| 5    | «Los inocentes»             | Luis Oliveros                    | Daniel Écija, Inés París, Clara Botas, Roberto Martín y Ángela Armero                                                                               | 8 d'octubre de 2020     | 16 de febrer de 2020                     | 1 360 000 (11,8%)    |
| 6    | «Los pájaros sordos»        | Jesús Rodrigo                    | Daniel Écija, Inés París, Clara Botas, Roberto Martín i Jorge Valdano                                                                               | 15 d'octubre de 2020    | 23 de febrer de 2020                     | 1 243 000 (10,5%)    |
| 7    | «Un asunto de familia»      | Oriol Ferrer                     | Daniel Écija, Inés París, Clara Botas, Roberto Martín i Jorge Valdano                                                                               | 22 d'octubre de 2020    | 1 de març de 2020                        | 1 253 000 (10,4%)    |
| 8    | «El hijo de nadie»          | Luis Oliveros                    | Daniel Écija, Inés París, Clara Botas, Roberto Martín i Jorge Valdano                                                                               | 29 d'octubre de 2020    | 8 de març de 2020                        | 1 264 000 (10,6%)    |
| 9    | «Recuerda quién eres»       | Lucas Gil                        | Daniel Écija, Inés París, Clara Botas, Roberto Martín i Jorge Valdano                                                                               | 5 de novembre de 2020   | 15 de març de 2020                       | 1 099 000 (8,5%)     |
| 10   | «La zona de sombra»         | Oriol Ferrer                     | Daniel Écija, Inés París, Clara Botas, Roberto Martín i Jorge Valdano                                                                               | 12 de novembre de 2020  | 22 de març de 2020                       | 1 059 000 (9,2%)     |
| 11   | «La soledad de dos»         | Luis Oliveros                    | Daniel Écija, Inés París, Clara Botas, Roberto Martín i Jorge Valdano                                                                               | 19 de novembre de 2020  | 29 de març de 2020                       | 959 000 (8,0%)       |
| 12   | «El discurso»               | Lucas Gil                        | Daniel Écija, Inés París, Clara Botas, Roberto Martín i Jorge Valdano                                                                               | 26 de novembre de 2020  | 5 d'abril de 2020                        | 997 000 (8,0%)       |
| 13   | «Últimos días del presente» | David Molina Encinas y Lucas Gil | Daniel Écija, Inés París, Clara Botas, Roberto Martín i Jorge Valdano                                                                               | 3 de desembre de 2020   | 12 d'abril de 2020                       | 1 084 000 (8,3%)     |

* L'endemà de la seva emissió a Antena 3 s'estrena el capítol a Netflix